# Mű és ítészek
A Mű és ítészek (Art Isn't Easy) a Született feleségek (Desperate Housewives) című amerikai filmsorozat hetvennegyedik epizódja. Az Amerikai Egyesült Államokban először az ABC (American Broadcasting Company) adó sugározta 2007. október 28-án.

## Mellékszereplők
- Nathan Fillion - Adam Mayfair
- Kathryn Joosten - Mrs. Karen McCluskey
- Tuc Watkins - Bob Hunter
- Kevin Rahm - Lee McDermott
- Michelle Pierce - Tammy Rowland
- Shirley Knight - Phyllis Van De Kamp
- Jesse Metcalfe - John Rowland
- Pat Crawford Brown - Ida Greenberg
- Eric Payne - Nyomozó
- Austin Majors - Brett

## Mary Alice epizódzáró monológja
- A narrátor, Mary Alice monológja az epizód végén így hangzik (a magyar változat alapján):

"Ugyanaz áll mindannyiunkra. Igyekszünk nem túl közel kerülni azokhoz, akik a szomszédban laknak. Könnyebb udvariasan biccenteni, mint megkérdezni, hogy mi a baj. Biztonságosabb oda sem nézni, mint belekeveredni. Igaz, előfordul, hogy megismerjük a kerítés túloldalán élőket és életre szóló barátságot kötünk. De legtöbbször tartjuk a három lépés távolságot, mert a szomszédok inkább ne tudjanak rólunk semmit, mint hogy túl sokat tudjanak."

## Epizódcímek szerte a világban
- Angol: Art Isn't Easy (A művészet nem egyszerű)
- Német: Kunst ist subjektiv (A művészet szubjektív)
- Olasz: L'arte è Soggettiva (A művészet szubjektív)
- Lengyel: Sztuka jest subiektywna (A művészet szubjektív)